# Passiv-aggressive Persönlichkeitsstörung
Die passiv-aggressive oder negativistische Persönlichkeitsstörung ist gekennzeichnet durch ein tiefgreifendes Muster negativistischer Einstellungen und passiven Widerstandes gegenüber Anregungen und Leistungsanforderungen, die von anderen Menschen kommen. Betroffene Personen fallen insbesondere durch passive Widerstände gegenüber Anforderungen im sozialen und beruflichen Bereich auf und fühlen sich, durch die häufig ungerechtfertigte Annahme, missverstanden, ungerecht behandelt oder übermäßig in die Pflicht genommen.
In der psychologischen Forschung ist strittig, ob ein solches Verhalten als Persönlichkeitsstörung definiert werden kann. Die American Psychiatric Association hat sie aus ihrem aktuellen Klassifikationssystem DSM-5 gestrichen, während sie im ICD-System der Weltgesundheitsorganisation unter „sonstige spezifische Persönlichkeitsstörungen“ noch aufgeführt wird. Entstanden ist die Diagnose der passiv-aggressiven Persönlichkeit im Zweiten Weltkrieg, als Soldaten u. a. den Fronteinsatz verweigerten.

## Beschreibung
Unter einer passiv-aggressiven Persönlichkeitsstörung versteht man ein Trotzverhalten, wie es in der Pubertät häufig zu finden ist, sich aber darüber hinaus manifestiert. Ein eigener DSM-Code (Diagnostic and Statistical Manual of Mental Disorders) existiert nicht, und in der ICD-10 und ihren Vorläufern wird die Störung nur in F60.8 aufgeführt, aber nicht näher beschrieben. Es ist außerhalb der USA recht unüblich, diese Störung zu diagnostizieren, und groß angelegte Forschungen gibt es noch nicht. Deshalb sollte, wenn überhaupt, sehr vorsichtig mit der Diagnose umgegangen werden.
Charakteristisch für diese Persönlichkeitsstörung ist die Widerständigkeit gegenüber Anforderungen mit einer durchgängig negativistischen, angstgetönten und abwertenden Grundhaltung. Dabei handelt es sich um eine Einstellung, die Menschen unterstützt, jedoch gleichzeitig gegenüber Anforderungen passiven Widerstand leistet. Zur zwischenmenschlichen Problemlösung und Aussöhnung sind sie oft nur in einer zynisch-pessimistischen Weise in der Lage.
Es könnte sich um einen Versuch handeln, Ärger in sozialen Beziehungen auszudrücken, und zwar in einer unpassenden verbalen und nichtverbalen Art, die nicht oder nur selten zur Lösung führt. Entweder haben die Betroffenen keine sozial angemessene Kompetenz im Umgang mit Ärger und Wut gelernt oder sie haben Angst, dass die Durchsetzung ihrer eigenen Bedürfnisse gehemmt oder behindert wird. Die negativistische Persönlichkeit zeichnet eine besondere Ambivalenz von gleichzeitig beobachtbarer (Dennoch-)Zustimmung und (Dennoch-)Verweigerung, also Bedürfnisbefriedigung und Bedürfnisunterdrückung, aus. Kennzeichnend ist eine hohe Aktivität, mit der das Vermeidungsverhalten nach außen rational begründet und durchgesetzt wird.
Individuen mit einer passiv-aggressiven Persönlichkeitsstörung erleben häufig das Gefühl, von anderen missverstanden zu werden. Sie neigen dazu, über anhaltendes persönliches Unglück zu klagen, das sie oft unbewusst selbst herbeiführen. Charakteristisch ist auch ein mürrisches und streitlustiges Verhalten. Gegenüber Autoritäten zeigen sie eine Tendenz zu übermäßiger Kritik und sogar Verachtung, was ihre soziale Position oft verschlechtert. Menschen, die scheinbar glücklicher sind, begegnen sie mit Neid, Missgunst und Groll. Ihr Verhalten gegenüber diesen Personen kann ein schwer verständliches Wechselspiel zwischen feindseligem Trotz und gelegentlich fast unterwürfiger Reue aufweisen.
Die Zwiespältigkeit im Denken und Handeln und das geringe Selbstwertgefühl, das aus einer solchen Einstellung entsteht (ständige Fremd-Abwertung schlägt zuletzt in eine verheerende Selbst-Abwertung um), führen oft zu Auseinandersetzungen und Streitigkeiten mit der Umwelt. Persönliche Enttäuschungen werden häufig auf andere projiziert.
Oft sehen sich negativistische Persönlichkeiten als friedfertig an und halten ihre passiv-aggressive Art für gesellschaftskonform.

## Diagnose

### Klassifizierung nach DSM

#### DSM-III-R
Ein durchgängiges Muster passiven Widerstandes gegenüber Forderungen nach angemessenen Leistungen im sozialen und beruflichen Bereich. Der Beginn liegt im frühen Erwachsenenalter und die Störung manifestiert sich in den verschiedensten Lebensbereichen. Mindestens fünf der folgenden Kriterien müssen erfüllt sein:
1. startet Verzögerungsmanöver, d. h. Sachen werden so lange aufgeschoben, dass Fristen nicht mehr eingehalten werden können
2. wird mürrisch, reizbar oder streitsüchtig, wenn von ihm etwas verlangt wird, was er nicht tun möchte
3. arbeitet scheinbar vorsätzlich langsam oder macht die Arbeit schlecht, die er nicht tun möchte
4. beschwert sich ohne Grund, dass andere unsinnige Forderungen an ihn stellen
5. vermeidet die Erfüllung von Pflichten und beharrt darauf, sie „vergessen“ zu haben
6. glaubt, seine Tätigkeit besser auszuüben, als andere glauben
7. nimmt anderen nützliche Vorschläge zur Steigerung seiner Produktivität übel
8. behindert Bemühungen anderer, indem er seinen Arbeitsbeitrag nicht leistet
9. reagiert mit unmäßiger Kritik oder Verachtung auf Autoritätspersonen

#### DSM-IV
Ein tiefgreifendes Muster negativistischer Einstellungen und passiven Widerstandes gegenüber Forderungen nach angemessener Leistung, das im frühen Erwachsenenalter beginnt und in einer Vielzahl von Zusammenhängen auftritt, angezeigt durch mindestens vier der folgenden Kriterien:
1. widersetzt sich passiv der Erfüllung sozialer und beruflicher Routineaufgaben
2. beklagt sich, von anderen missverstanden und missachtet zu werden
3. ist mürrisch und streitsüchtig
4. übt unangemessen Kritik an Autoritäten und verachtet sie
5. bringt denen gegenüber Neid und Groll zum Ausdruck, die offensichtlich mehr Glück haben
6. beklagt sich übertrieben und anhaltend über persönliches Unglück
7. wechselt zwischen feindseligem Trotz und Reue

Diese Diagnose wird nicht gestellt, wenn das Verhalten während einer depressiven Episode auftritt oder auf eine dysthyme Störung zurückzuführen ist.